# Weiche (Flensburg)
Weiche (dän.: Sporskifte) ist ein Stadtteil der kreisfreien Stadt Flensburg. Er liegt im äußersten Südwesten des alten Stadtfeld an der Grenze zu Handewitt und dem inzwischen von diesem eingemeindeten Weding, das am Ochsenweg städtebaulich mit Weiche zusammengewachsen ist. Überregional bekannt ist Weiche vor allem durch die Handballmannschaft der SG Weiche-Handewitt, bis 1990 der Vorgänger der SG Flensburg-Handewitt sowie durch die Fußballmannschaft des SC Weiche Flensburg 08 (bis 30. Juni 2017: ETSV Weiche Flensburg).

## Lage
Das Stadtteilgebiet von Weiche befindet sich am südwestlichen Rand der Stadt Flensburg, bereits im Bereich des Naturraums Niedere Geest, gut dreieinhalb Kilometer von der Stadtmitte entfernt. Der Geest-Boden des Gebietes ist, wie schon an der Lage erkennbar, wesentlich unfruchtbarer als der des Gebietes auf der Ostseite der Stadt (vgl. Angeln (Halbinsel)). Im Westen grenzt das Gebiet von Weiche an die Ortschaft Langberg der Gemeinde Handewitt, im Süden an Holzkrug und im Südosten an Weding, die sich beide städtebaulich unmittelbar an Weiche anschließen. In Weiche zweigt die Bahnschleife zum Hauptbahnhof ab. Im Osten des Stadtteils kreuzt die alte Flensburg-Husumer Chaussee den Ochsenweg, der auch heute noch eine wichtige Verbindung nach Norden (zum Grenzübergang Padborg) darstellt. Vom in Richtung Handewitt angrenzenden Dorf Gottrupel gehört ein Teil zu Flensburg, jedoch nicht zum nahegelegenen Stadtteil Weiche, sondern zum Stadtteil Friesischer Berg.
Trotz des stetigen Wachstums der Bebauung der Stadt blieb Weiche von dieser räumlich isoliert. So separiert die Bahnstrecke Richtung Dänemark Weiche zu einem großen Teil von der Stadt. Die Nikolaiallee, welche von der Exe nach Weiche führt, wurde sogar stark verkehrsberuhigt. Teure Brücken und Tunnelverbindungen, welche die Isolation mindern würden, hat man vermieden. Weiche wird heute so auch von seinen Einwohnern als vernachlässigter Stadtteil empfunden, wobei hierfür noch weitere Gründe existieren. Weiche besitzt keine relevante Altbebauung, es hat auch mit seiner Lage in der Wiesharde keine touristische Relevanz. Gleichzeitig liegen am Rande von Weiche Industriegebiete, die städtebaulich kaum hochwertige Gebäudearchitektur aufweisen. Der Niedergang des Eisenbahnstandorts tat ein Übriges, denn ein Teil der Identität des Stadtteils beruhte bisher auf der Lage nahe der Bahn.

## Geschichte

### Das Gebiet vor der Entstehung des Stadtteils
Das Gebiet gehörte vormals zur Wiesharde. Einer alten Sage nach soll in dem Gebiet beim sogenannten Weinberg ein Raubritter gelebt haben, wie vermutet wird vor dem Jahr 1200. Er soll zeitgleich mit dem bekannte Raubritter der Eddeboe von den Flensburgern überfallen und getötet worden sein. Im Jahr 1284 gehörte der Bereich Weiches schon zum Flensburger Stadtfeld, blieb aber weiterhin unbebaut.
Seit 1722 ist der Alte Husumer Weg bezeugt. Von dieser alten Landstraße nach Husum existiert eine weitere Sage, in der ebenfalls Räuber Erwähnung finden (siehe dort). 1722 wurde zudem nördlich des heutigen Weiches das Schäferhaus inmitten der Heidelandschaft eingerichtet. Im 19. Jahrhundert entstanden mit der St.-Nikolai-Windmühle nahe der Kreuzung des Ochsenweges mit der Husumer Chaussee (vgl. Mühlental) und mit dem kleinen Landgut Jägerslust am westlichen Rand nahe Langberg die ersten Wohnplätze. Jägerslust, weit im Westen der Gemarkung, erlebte in der Folgezeit eine sehr eigenständige Geschichte. Ein weiter Einzelhof, nordöstlich im heutigen Gebiet des Stadtteils Weiche legen, war des Weiteren noch der 1840 gegründete Sophienhof, der später als landwirtschaftlicher Versuchsbetrieb fungierte.

### Keimzelle und Entstehung des Stadtteils

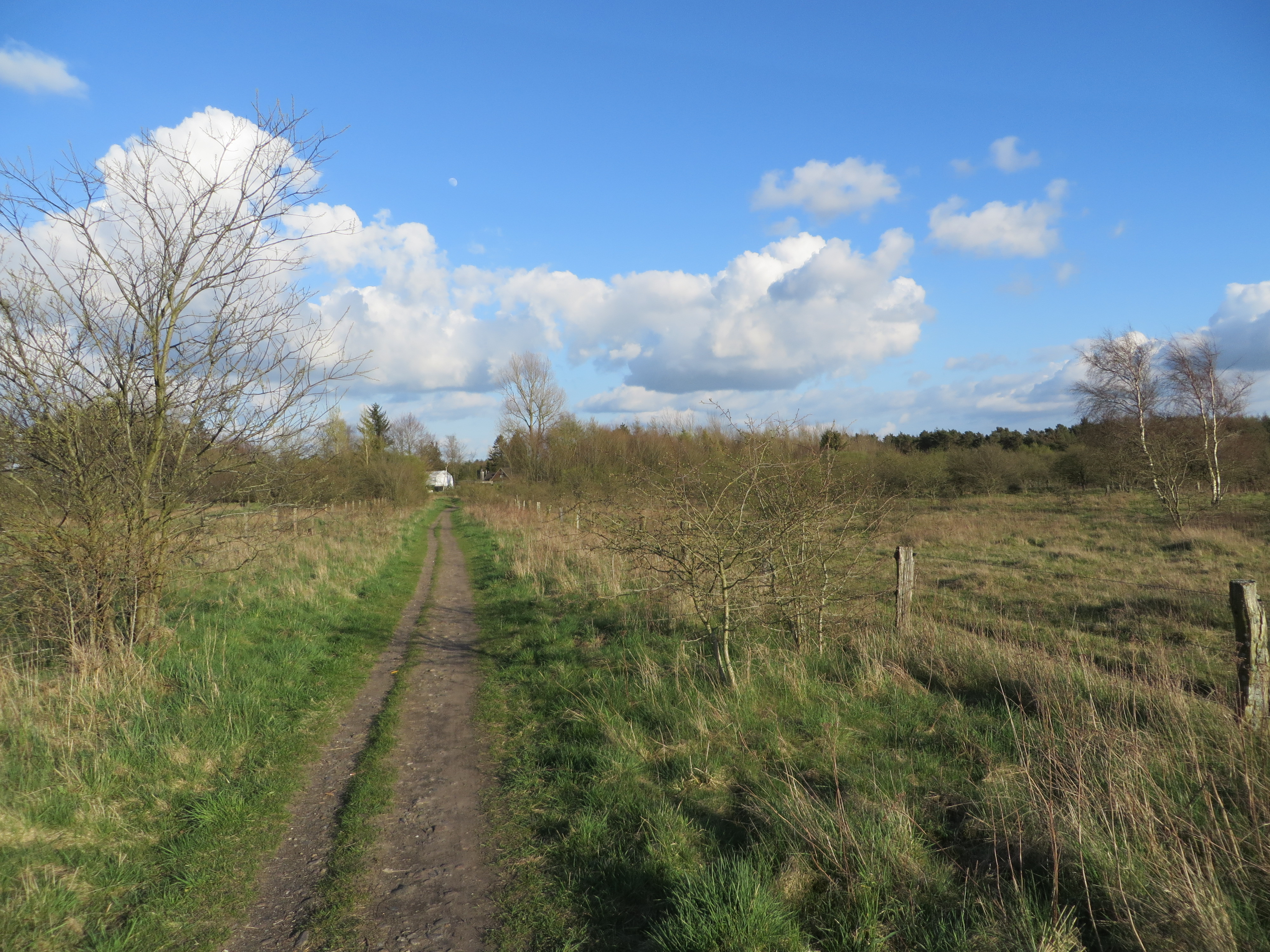
Ungefähre Position vom Weinberg, wo die Hoenborg sich befunden haben soll

Weiche ist im Vergleich mit anderen Teilen Flensburgs ein junger Ortsteil, denn seine Entstehung beruht nicht auf einer Jahrhunderte alten Siedlungstradition. Keimzelle und Namensgeber wurde die Abzweigung der ersten Eisenbahn der Gegend, womit dort eine Bahnsiedlung entstand. Nachdem die Bahnstrecke Flensburg–Husum–Tönning 1854 eröffnet worden war, sollte 1864 die Verlängerung nach Norden folgen. Da eine Verlängerung der am Hafen endenden Stammbahn städtebaulich nicht möglich war, entschied man sich für eine Abzweigung auf dem südwestlichen Stadtfeld, dessen flaches Terrain die Anlage zudem kostengünstiger machte. Diese Nordschleswigsche Weiche wurde nun zur Grundlage einer neuen Ortschaft. Erst zwischen 1914 und 1919 wurde aus Nordschleswigsche Weiche der Name Flensburg-Weiche.
Der Abzweigebahnhof wurde nahe dem Ochsenweg gebaut, in dessen Verlauf in Richtung Husumer Chaussee die ersten Bauten der Ortschaft entstanden. Weitere Wohnhäuser, vor allem mit Dienstwohnungen, wurden im Süden nahe der Stadtgrenze am Rangierbahnhof errichtet, der in der Kaiserzeit zum größten seiner Art in Schleswig heranwachsen sollte. Bis weit nach dem Zweiten Weltkrieg blieb Weiche von der Eisenbahn geprägt. Vom Bahnhof Weiche zweigte seit 1889 die Strecke nach Niebüll ab. 1926 kam eine neue Direktverbindung nach Husum hinzu, gleichzeitig wurde eine neue Schleife zum neuen Hauptbahnhof errichtet, während die alte Stichbahn in die Innenstadt zur Güterbahn degradiert wurde.
1910 war die recht uneinheitlich gewachsene Ortschaft so groß geworden, dass sie eine eigene Kapelle – die Heilandskapelle – erhielt, die fortan als Filialkirche der evangelisch-lutherischen Hauptkirche St. Nikolai geführt wurde, zu deren Gemeinde das südwestliche Stadtfeld gehörte.

### Zu Zeiten des Zweiten Weltkrieges
Während der Luftangriffe auf Flensburg wurden der Bahnhof in Weiche sowie der unweit nördlich gelegene Flugplatz Schäferhaus mehrfach zu Angriffszielen. Am 6. Mai 1945 besetzte ein britisches Vorauskommando, möglicherweise unter Beteiligung amerikanischer Soldaten, das Gelände des Flughafens. Erst anschließend, vom 8. bis zum 13. Mai, wurde die eigentliche Stadt Flensburg durch britische Truppen besetzt, mit Ausnahme des Mürwiker Sonderbereiches mit dem Sitz der letzte Reichsregierung, im Osten der Stadt, der letztlich am 23. Mai besetzt wurde.

### Weiche nach dem Zweiten Weltkrieg

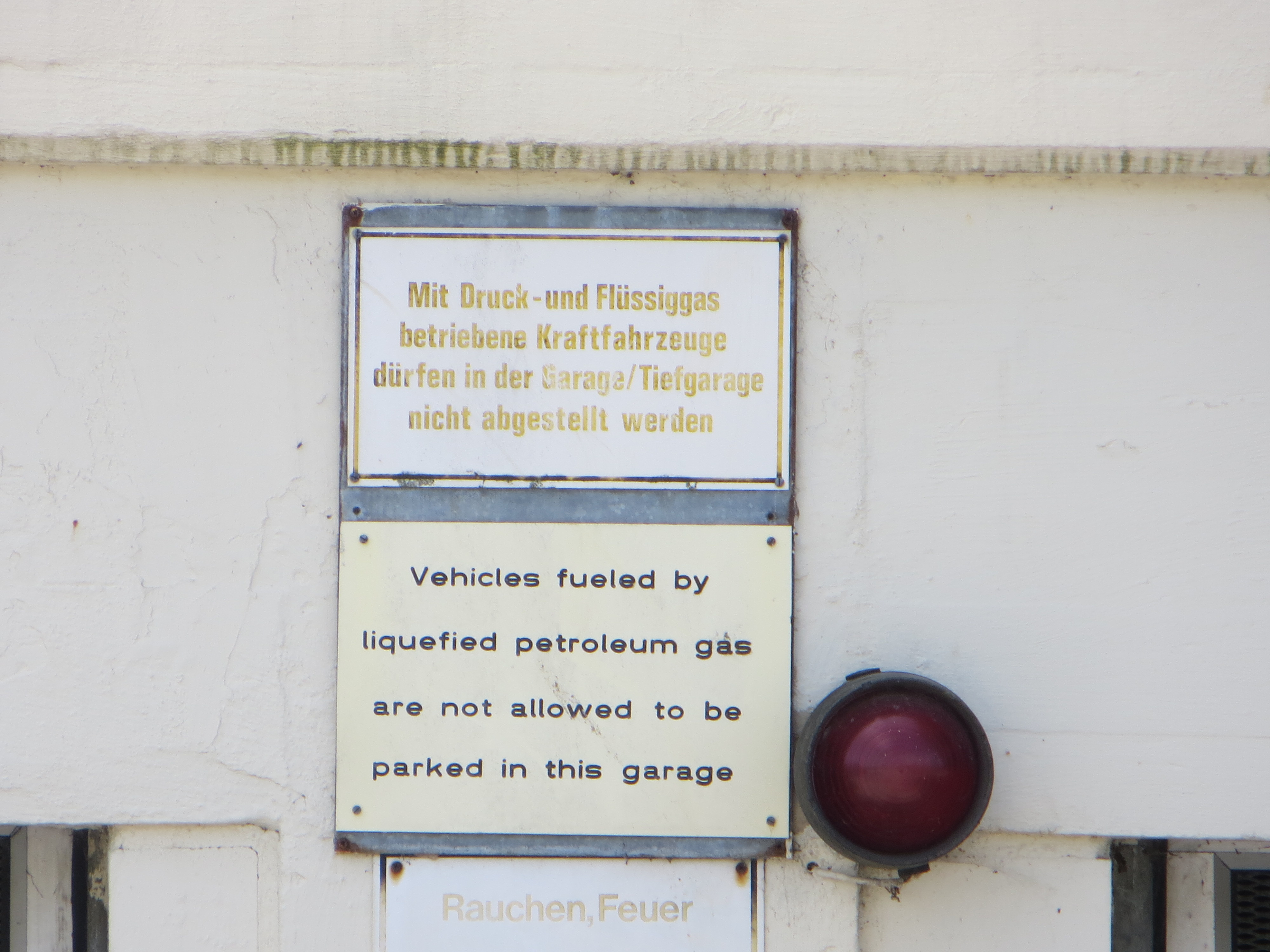
Zweisprachige Warnschilder erinnern noch heute an die Präsenz der Amerikaner in Weiche.

Nach dem Zweiten Weltkrieg wurde Weiche wie andere Teile des Stadtfeldes stark bebaut. Waren am Holzkrugweg bereits in den 1920er Jahren kleine Siedlungshäuser entstanden, wurden nun meist dreistöckige Wohnblocks beiderseits des Ochsenwegs vor allem im Bereich des Alten Husumer Weges errichtet. Östlich der Eisenbahn entstanden vorwiegend Einfamilienhäuser, namentlich im Viertel nördlich des Ochsenweges um die Heilandskapelle herum, später auch im Süden bis hin zur Stadtgrenze.
Während der Besatzungszeit, circa 1946, wurde ein Feuerlöschbecken der Wehrmacht zum Freibad für die Besatzungssoldaten umgebaut. Nach Abzug der Besatzungstruppen um 1950 übernahm dann die Stadt das Freibad für den öffentlichen Badebetrieb. Prägend für den Stadtteil wurde von 1955 bis 1997 die von-Briesen-Kaserne der Bundeswehr, deren Areal sich parallel zum Ochsenweg vom Alten Husumer Weg bis zur Stadtgrenze erstreckte und auch den inzwischen aufgegebenen Hof Jägerslust umfasste. Am Ochsenweg wurde 1963/1964 die katholische Kirche St. Michael errichtet, die primär der Militärseelsorge diente. Des Weiteren befand sich in Weiche in der von-Briesen-Kaserne eine US-amerikanische Garnison, für deren Angehörige und Familien ein neuer Wohnblock direkt gegenüber dem Bahnhof errichtet wurde. Ein englischsprachiges Warnschild an der Tiefgarage des Wohnblocks erinnert bis heute daran.
1959 fuhr der letzte Personenzug nach Husum, der Abbau dieser Strecke geschah 1972. Der Personenverkehr nach Niebüll wurde 1981 eingestellt und der Bahnhof Weiche diente fast nur noch als Halt für Truppentransporte, der Rangier- und Güterbahnhof wurde erheblich reduziert. 1960 wurde die Nikolaimühle abgebrochen. 1968 wurde am Rande des Stadtteils die durch den Architekten Gerhard Langmaack errichtete Friedenskirche Weiche eingeweiht und die Heilandskapelle abgelöst. Die Friedenskirche, die auch liebevoll „Frieda“ genannt wird, steht bis heute überwiegend allein auf dem Feld, da die dort geplante Wohnbebauung nur im geringen Umfang erfolgte.
Bekannt wurde Weiche in den 1970er Jahren durch die Handballabteilung des ETSV Weiche. Diese fusionierte 1977 mit dem Handewitter SV zur SG Weiche-Handewitt, die sich in der zweithöchsten deutschen Spielklasse etablierte und 1984 erstmals in die Bundesliga aufstieg. Bei der Fusion mit der Handballabteilung des ebenfalls in der zweiten Bundesliga etablierten TSB Flensburg zur SG Flensburg-Handewitt 1990 blieb der ETSV Weiche jedoch außen vor.

### Weiche seit dem Ende des Kalten Krieges
Mit dem Ende des Kalten Krieges folgte die Konversion. Ab Mitte der 1990er Jahre wandelte sich das Bild des Stadtteils erheblich. Die Kaserne wurde im Gegensatz zu Kasernen in Mürwik vollständig aufgegeben. Der stillgelegte Bahnhof wurde zunächst als Haltepunkt Flensburg-Weiche weiter genutzt. Dieser bot Anschluss an die Haupteisenbahnstrecken Neumünster–Flensburg und Flensburg–Fredericia.
Mit der Auflassung der Kaserne wurde ein riesiges Areal zur Bebauung freigegeben, die Gartenstadt Weiche entstand als neue Siedlung, in die auch die zu Reihenhäusern umgebauten Kasernenbauten einbezogen wurden. Der Stadtteil entwickelte sich zu einem wachsenden Wohngebiet, der einen erheblichen Teil der seit Mitte der 1990er Jahre wieder steigenden Einwohnerzahl aufnimmt. Seit 1998 ist das Stiftungsland Schäferhaus (der ehemalige Truppenübungsplatz Jägerslust) wieder frei zum Bewandern. Der Förder- und Trägerverein Jugendtreff Weiche rettete 1998 das Freibad vor der Schließung und ist seitdem Pächter und Betreiber des Bades. Im Jahr 2005 wurde die katholische Garnisonkirche St.-Michael-Kirche aufgegeben.
Nach dem Abzug des Militärs hatte der Bahnhaltepunkt von Weiche kaum noch Bedeutung und wurde schließlich 2014 geschlossen. Ebenfalls 2014 wurde das 150-jährige Bestehen des Stadtteils gefeiert.
Das schon über Jahrzehnte angedachte Wohngebiet bei der Friedenskirche, der Siedlungsbereich an der Lecker Chaussee, Richtung Handewitt, das Gleisdreieck, der Burgweg, sowie das Gebiet am Scherrebektal blieben bisher weitgehend unbebaut. Im Zuge der Flüchtlingskrise 2015 entstand zunächst ein Flüchtlingsdorf am Scherrebektal.
Mit Culturgut im Alten Husumer Weg hat der Stadtteil eine eigene, private Kulturbegegnungsstätte, die in den Räumen des ehemaligen Soldatenheims Weiche, dem späteren Weiche-Hus, am 13. Juli 2016 eröffnete.

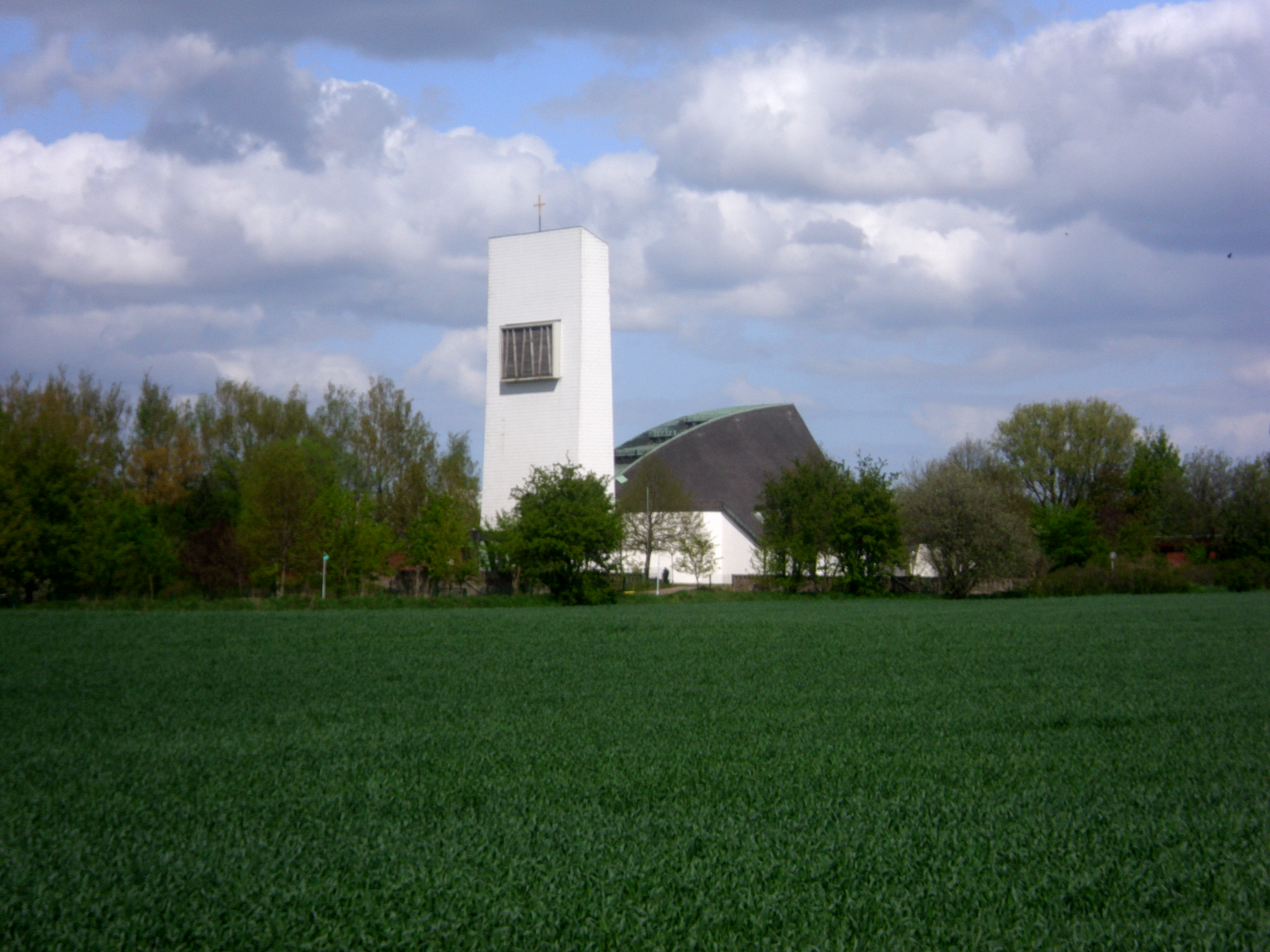
Friedenskirche „Frieda“ (erbaut 1967)
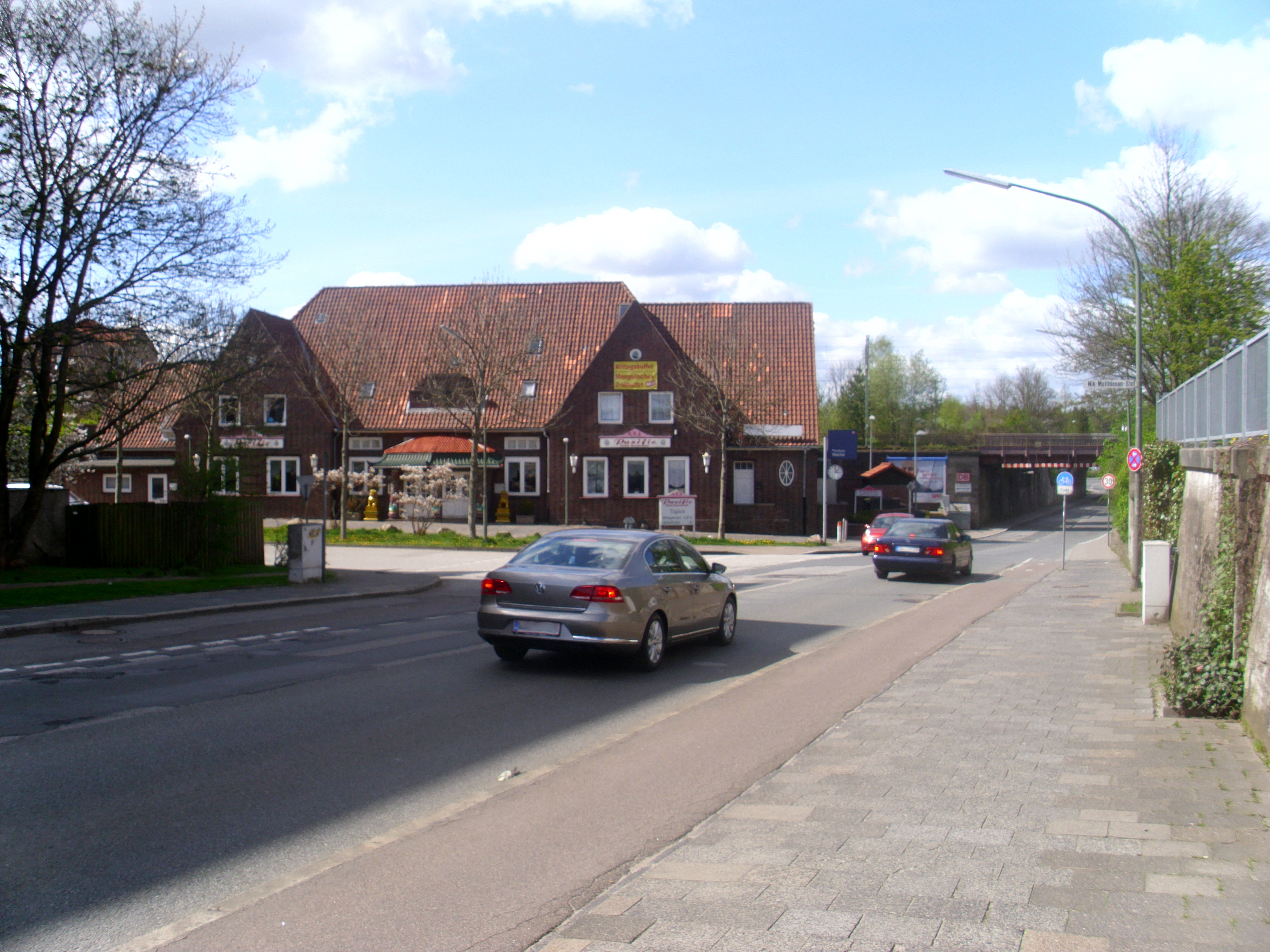
Bahnhofsgebäude dient heute als China-Restaurant
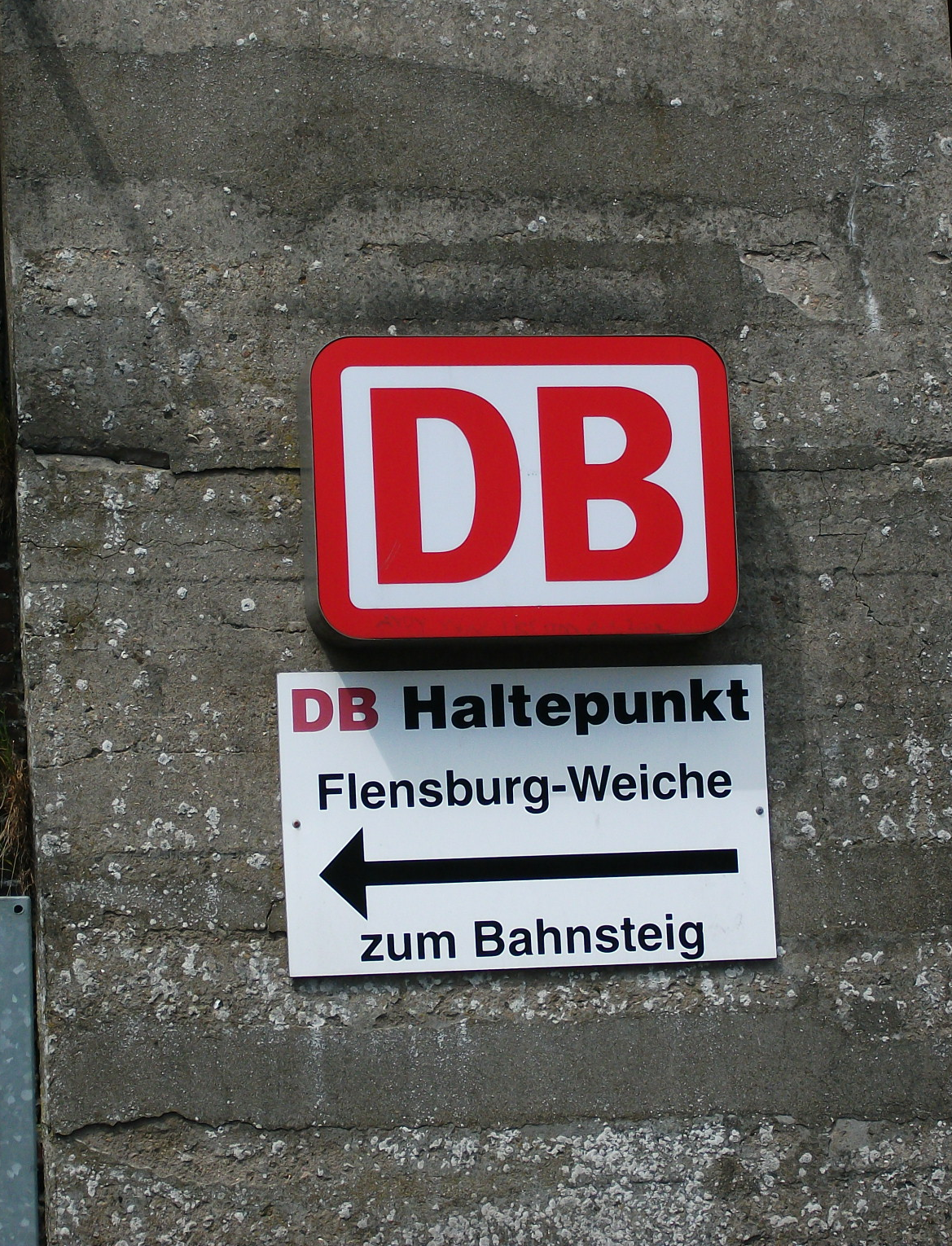
Hinweisschild zum ehemaligen Haltepunkt Flensburg-Weiche
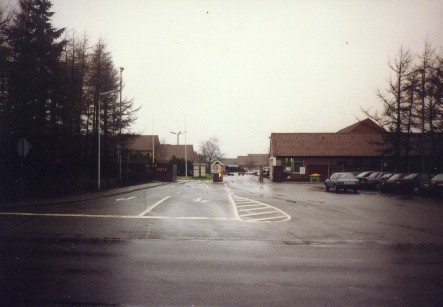
Briesen-Kaserne (1958 bis 1998)
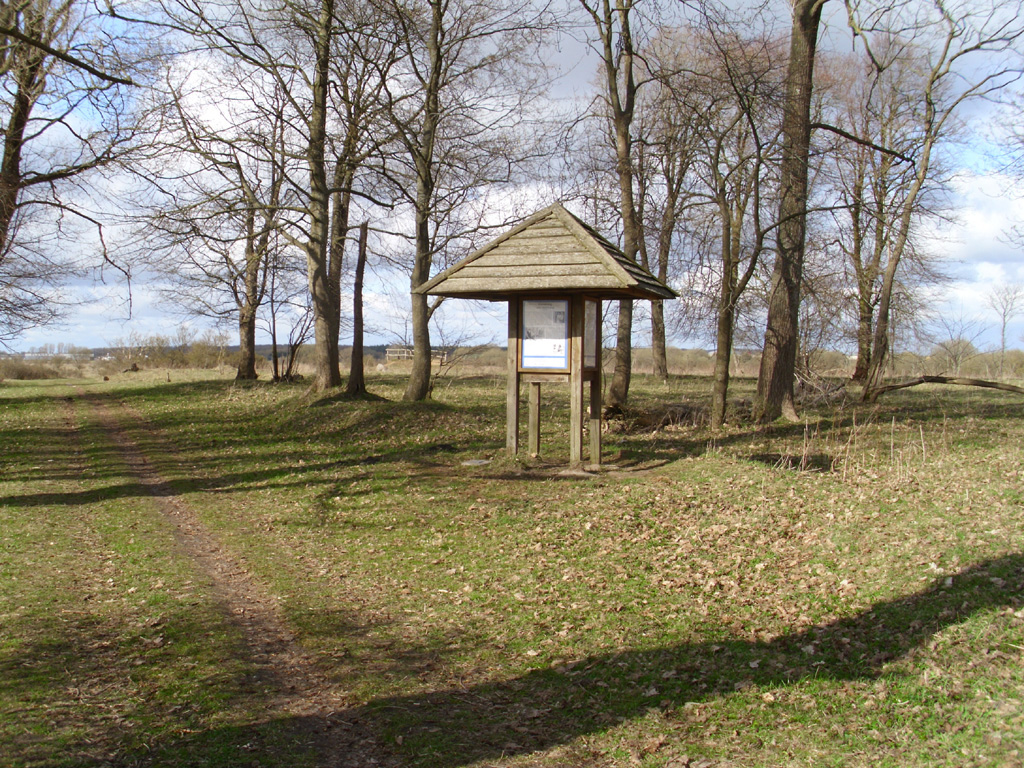
Jägerslustdenkmal
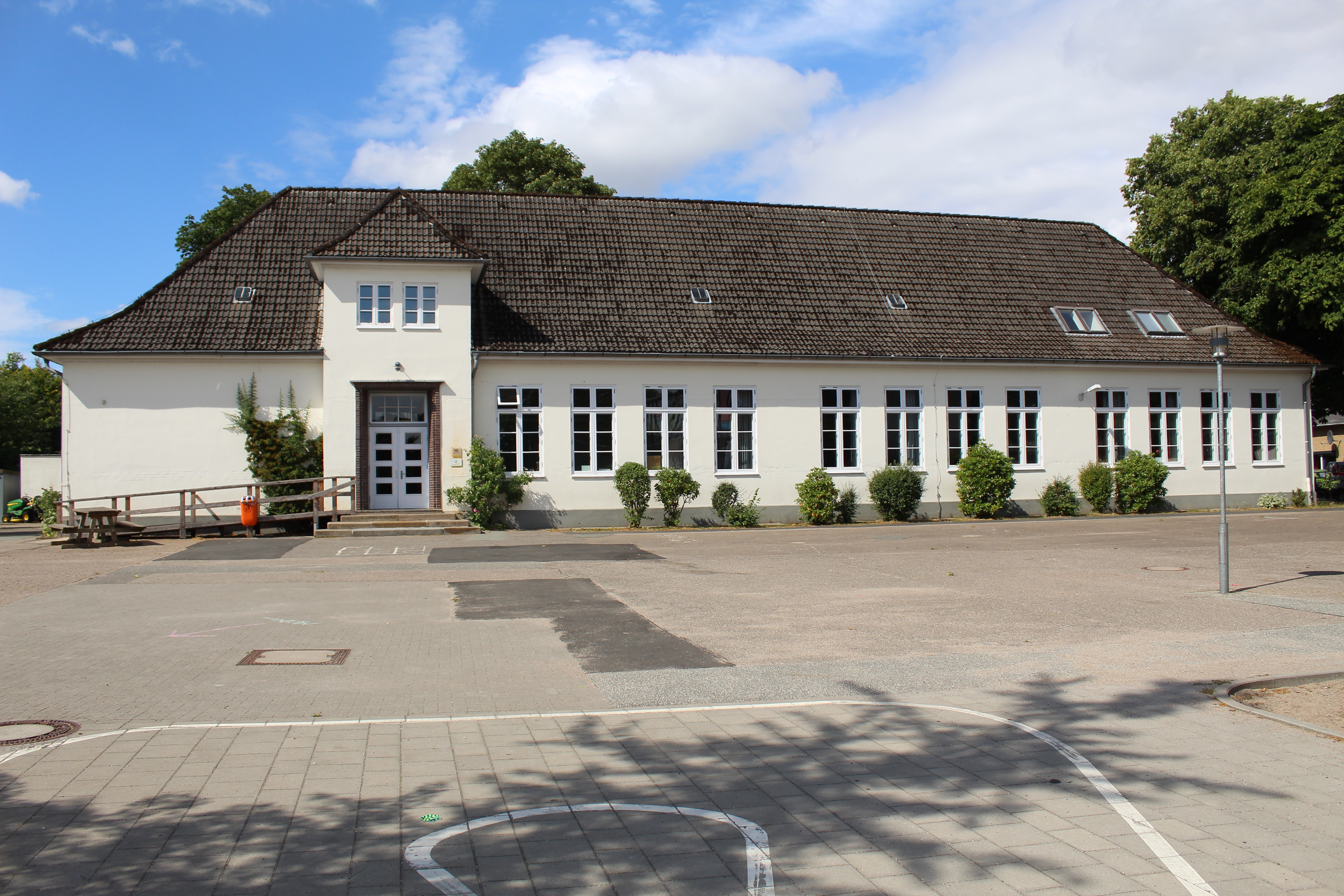
UNESCO-Schule Weiche
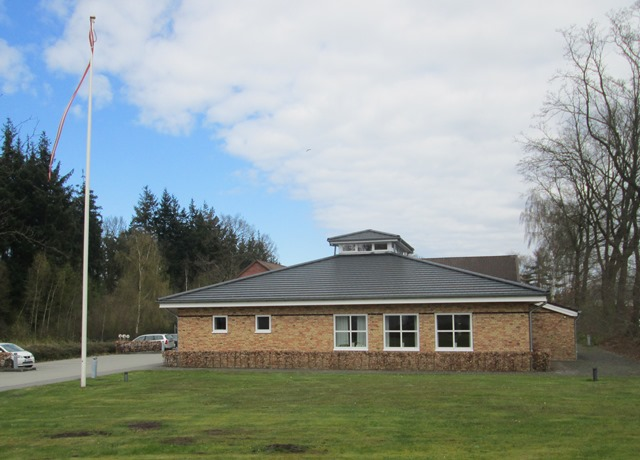
Das dänische Kulturhaus in Weiche (Det Danske Hus Sporskifte)
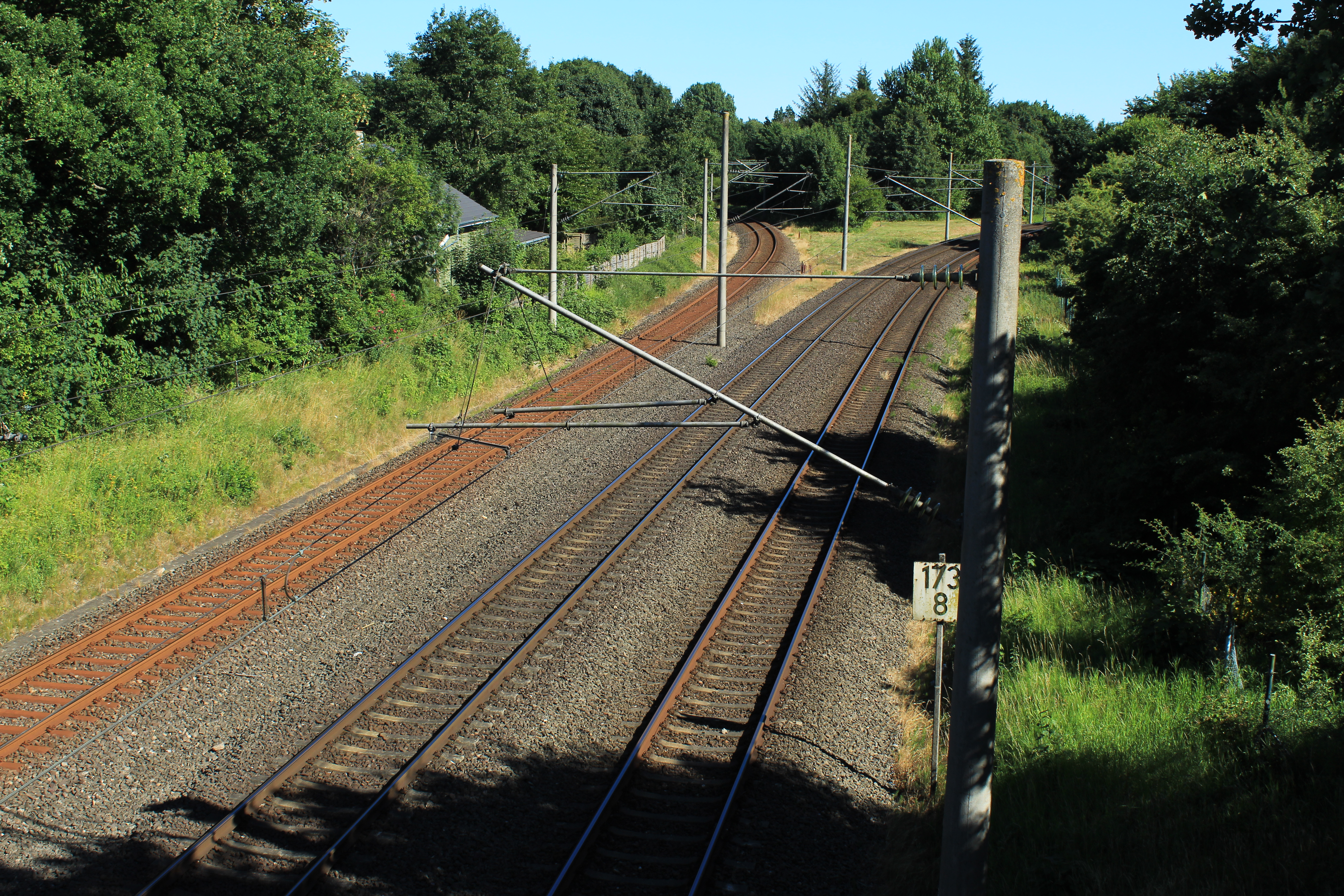
Ehemaliger Bahnübergang bei der Nikolaiallee/Pellwormer Weg

## Kultur und Sehenswürdigkeiten
In der Liste der Kulturdenkmale in Flensburg-Weiche stehen die in der Denkmalliste des Landes Schleswig-Holstein eingetragenen Kulturdenkmale.
Der Stadtteil Weiche bietet nur wenige Sehenswürdigkeiten. Der Mückenwald dient mit dem dort am Rande liegenden Freibad der Naherholung der ortsansässigen Bevölkerung. Einen gewissen Schauwert hat der unweit gelegene Flugplatz Schäferhaus.